# 窄頭山雅羅魚
窄頭山雅羅魚（学名：Oreoleuciscus angusticephalus）為輻鰭魚綱鯉形目雅羅魚科山雅羅魚屬的一個種，該物種分布於亞洲蒙古淡水流域，為特有種，體長可達23.8公分，壽命可超過40年，需要8-9年才能成熟。其幼魚以浮游生物為食，而成魚則主要以魚類為食，棲息在溪流中底層水域，繁殖期在五月和六月，雌魚會將卵產於沙子、卵石、植被上。